# 高師緑地

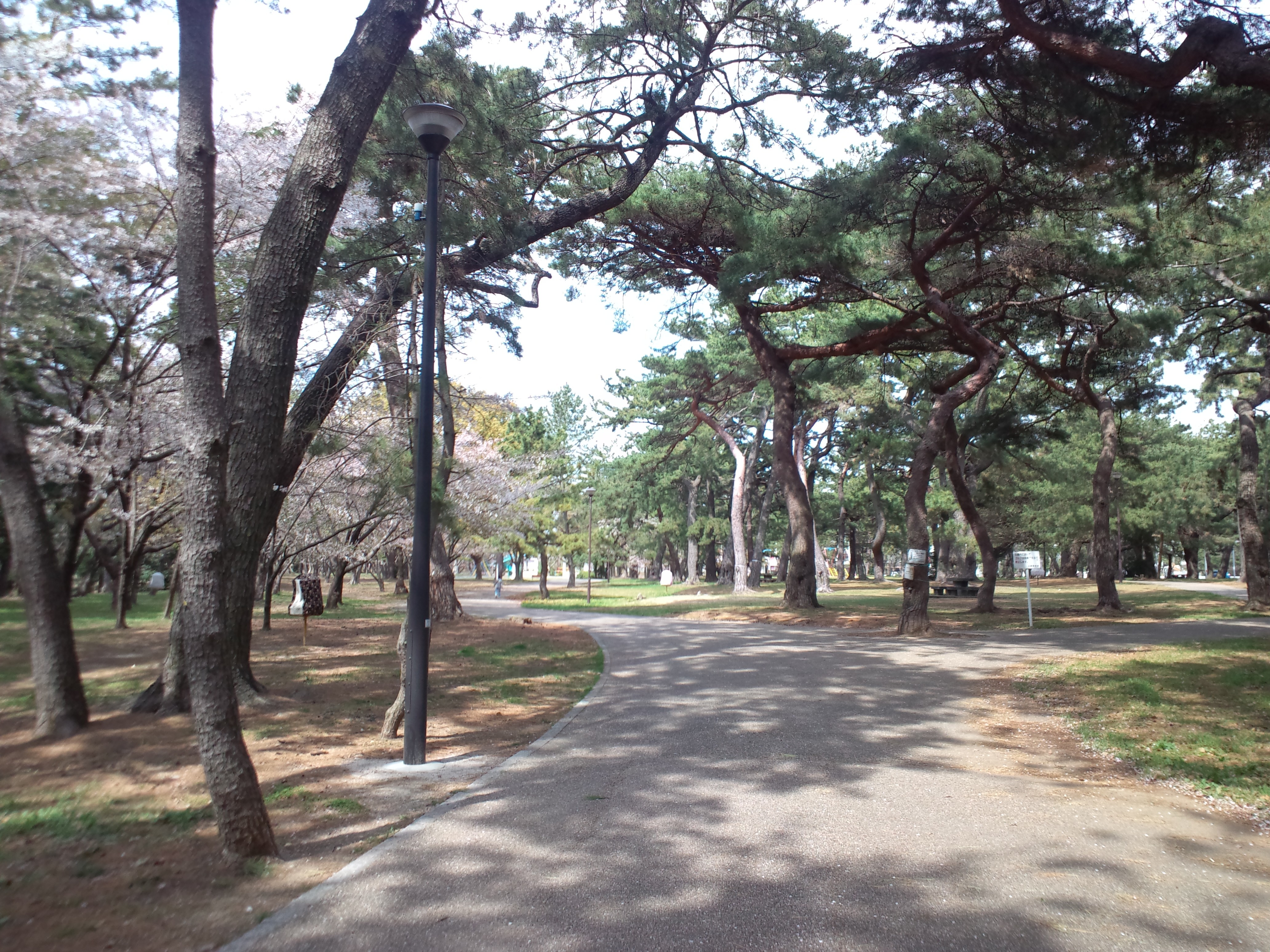
クロマツ群落

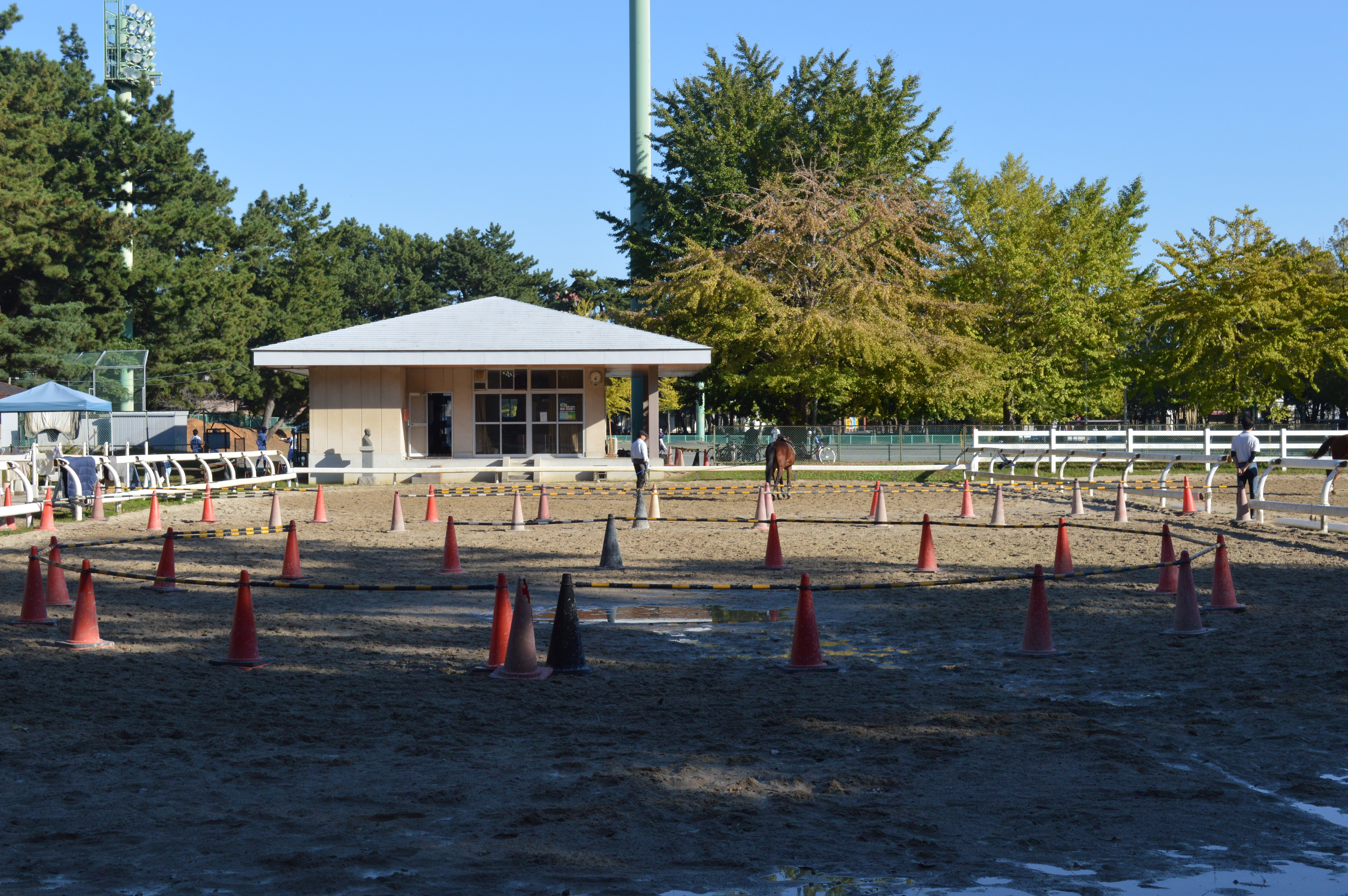
馬場（2016年11月）

高師緑地（たかしりょくち）は、愛知県豊橋市高師町に位置する緑地である。開設日は1967年（昭和42年）4月1日。面積は24.17ha（241,700m2）。豊橋鉄道渥美線および国道259号（田原街道）により、東西に分断されている。

## 概要
樹齢80年以上の松の木が生い茂るクロマツ群落の中の芝生広場、野球場や馬場、ゲートボール場などがあり、緑地公園の愛称で市民に親しまれている。緑地内では森林浴、ウォーキングやジョギング、キャッチボールを楽しむことができ、自然との触れ合いの場となっている。豊橋市役所都市計画部公園緑地課により管理されている。入園料無料、駐車場の駐車料金も無料である。

## 歴史
当地一帯はかつて、旧陸軍の高師原演習場であった。特にこの場所には、1905年（明治38年）5月に豊橋俘虜収容所が置かれたが、後に陸軍演習厩舎へと変わった。戦後に公園として整備されることとなった。
- 1966年（昭和41年） - 馬場および青少年広場が整備[2]。
- 1967年（昭和42年）
  - 4月 - 開設[2]。
  - 11月 - 豊橋市公民館（生活家庭館）が開設[2]。
- 1973年（昭和48年）6月 - 高師老人福祉センター開設[2]。
- 1999年（平成11年）度 - 広域避難場所として整備[2]。

## 主な施設
- 水遊び場
- 遊具広場
- 野球グラウンド
- ゲートボール場
- 馬場[2]
- 豊橋市公民館（生活家庭館）：廃止[2]
- 飲料水兼用耐震性貯水槽
- 高師老人福祉センター[2]

## 交通アクセス
- 豊橋駅より豊橋鉄道渥美線 高師駅下車、徒歩で約3分。